# Noel Antonio Londoño Buitrago
Noel Antonio Londoño Buitrago, (Quimbaya (Quindío), 6 de agosto de 1949), es un eclesiástico colombiano de la Iglesia católica. Actualmente es obispo de la diócesis de Jericó.

## Biografía
Proveniente de una  numerosa familia de convicciones católicas, varios de sus hermanos también fueron ordenados sacerdotes, realizó sus estudios primarios en su natal Quimbaya, adelantó el bachillerato en el colegio El Pilar en Popayán y en el colegio San Clemente Hofbauer de Manizales. Estudió filosofía en el Seminario redentorista de Suba y en la Universidad de San Buenaventura de Bogotá; mientras que los estudios de teología los adelantó en el Seminario Mayor de Bogotá. Se ha desempeñado como profesor de teología dogmática en la Universidad Católica de Manizales, Universidad de San Buenaventura de Bogotá, y las facultades civiles y eclesiásticas de la Universidad Javeriana de Bogotá. 

### Sacerdocio
Fue ordenado sacerdote el 23 de noviembre de 1973 en Bogotá; posteriormente realizó su doctorado en Teología en la Pontificia Universidad Gregoriana. En 2004 estudió teología en las universidades de Berkeley y de Washington, en Estados Unidos.
De 1985 a 1991 ejerció como Rector y profesor del Seminario Mayor de los Redentoristas en Bogotá, de 1991 a 2003 se desempeñó como Consultor General de la Congregación del Santísimo Redentor, del 2005 a 2010 fue rector de la Basílica Menor del Señor de los Milagros de Buga, durante este tiempo también fue Presidente de la Federación de Santuarios de Colombia y miembro del equipo Asesor del CELAM en el área de Santuarios y Religiosidad Popular. Durante el primer semestre de 2011 fue párroco de San Gerardo Mayela en la Arquidiócesis de Bogotá. El Consejo General de la Congregación lo eligió en abril de 2011 Coordinador de los Misioneros Redentoristas en América Latina y el Caribe.

### Episcopado
Fue preconizado obispo de la Diócesis de Jericó por el papa Francisco el 13 de junio de 2013. Su ordenación fue el 10 de agosto de 2013, en la Basílica Menor del Señor de los Milagros de Buga y se posesionó como obispo el 24 de agosto de 2013.

### Responsabilidad como Comisario del Sodalicio de Vida Cristiana
El 10 de enero de 2018, el Papa Francisco, vista «la notable gravedad de las informaciones acerca del régimen interno, la formación y la gestión económica-financiera» del Sodalicio de Vida Cristiana, una Sociedad de Vida Apostólica de Derecho Pontificio, nacida en el Perú, nombró a Mons. Londoño como Comisario de dicha institución.